# خولیو یونگ
خولیو یونگ (اسپانیایی: Julio Jung‎؛ زادهٔ ۲۱ مارس ۱۹۴۲) بازیگر اهل شیلی است.
از فیلم‌ها یا برنامه‌های تلویزیونی که وی در آن نقش داشته است می‌توان به نرودا و رقصنده و دزد اشاره کرد.